# 원산도
원산도(元山島)는 대한민국 충청남도 안면도 남쪽에 있는 섬으로, 보령시 오천면에 속한다. 면적은 약 7 km2.